# Мензокки, Франческо
Франческо Мензокки (итал. Francesco Menzocchi; около 1502[…], Форли — 1574[…] или 1584, Форли) — итальянский живописец и архитектор периода Высокого Возрождения и раннего маньеризма. Родился в Форли, принадлежал к школе живописи Форли, работал в основном в Форли и в Пезаро.

## Биография
Биография художника в общих чертах изложена в «Жизнеописания наиболее знаменитых живописцев, ваятелей и зодчих» Джорджо Вазари. Франческо Мензокки также иногда упоминается как Иль Веккьо ди Сан Бернардо. Основы искусства живописи он изучал у Марко Пальмеццано, затем учился у Джироламо Дженги. По приглашению Дженги работал над росписью Виллы Империале в Пезаро, где оказал большое влияние на художественный Стиль (искусство)стиль Рафаэллино дель Колле, который также участвовал в этой работе.
Мензокки создал фрески «Жертвоприношение Мелхиседека» и «Чудо Манны небесной» для капеллы Сан-Франческо-ди-Паула в базилике Лорето. В Форли он написал «Троицу» для церкви Санта-Мария-делла-Грата. В Венеции он написал четыре картины для деревянного потолка комнаты, посвященной Психее во дворце Палаццо Гримани (1539-1540), эти работы не сохранились.
Его сыновья, Пьер Паоло и Себастьяно, также были художниками.